# Doug Savant
Douglas Peter „Doug” Savant (ur. 21 czerwca 1964 w Burbank) – amerykański aktor telewizyjny i filmowy.

## Życiorys

### Wczesne lata
Urodził się w Burbank, w stanie Kalifornia. W szkole średniej grał w drużynie piłkarskiej. Studiował na Uniwersytecie Kalifornia w Los Angeles. Dorabiał jako roznosiciel pizzy.

### Kariera
Zadebiutował na kinowym ekranie w dramacie Szybka zmiana (Swing Shift, 1984) u boku Goldie Hawn i Kurta Russella. Następnie pojawił się w serialu CBS Cagney i Lacey (Cagney & Lacey, 1985) jako nastoletni świadek gwałtu. W operze mydlanej Aarona Spellinga Melrose Place (1992-97) wystąpił w roli homoseksualnego lekarza Matta Fieldinga, który zginął podczas wypadku samochodowego.

## Życie prywatne
W latach 1983–1997 był żonaty z Dawn Dunkin, z którą ma dwie córki: Ariannę Josephine (ur. 17 stycznia 1992) i Madeline Marie (ur. 20 lipca 1993). W 1998 roku poślubił Laurę Leighton, mają dwójkę dzieci: syna Jacka Douglasa (ur. 10 października 2000) i córkę Lucy Jane (ur. 9 czerwca 2005).

## Filmografia

### Filmy fabularne
- 1984: Szybka zmiana (Swing Shift)
- 1985: Nastoletni wilkołak jako Brad
- 1985: Tajemniczy wielbiciel (Secret Admirer) jako chłopak
- 1986: Metalowa zemsta (Trick Or Treat) jako Tim Hainey
- 1987: Hanoi Hilton (The Hanoi Hilton) jako Ashby
- 1988: Maskarada (Masquerade) jako Mike McGill
- 1989: Strachy na lachy (Paint It Black) jako Eric Hinsley
- 1990: Czerwona fala (Red Surf) jako Attila
- 1992: Męskie rozmowy (Shaking the Tree) jako Michael
- 1993: Maniakalny glina 3 (Maniac Cop 3: Badge of Silence) jako dr Peter Myerson
- 1998: Godzilla jako sierżant O’Neal
- 2000: Dropping out jako lekarz
- 2001: Tylko jeden (The One) jako policjant

### Filmy TV
- 1990: Nóż i strzelający klub (The Knife and Gun Club) jako dr Barrow
- 1991: Sprawdzian miłości (Aftermath: A Test of Love ) jako Jeff
- 1992: Bonnie i Clyde: Historia prawdziwa (Bonnie & Clyde: The True Story) jako zastępca szeryfa Ted Hinton
- 1992: Columbo: Nie czas na śmierć (Columbo: No Time to Die) jako Detektyw Dennis Mulrooney
- 1995: Bój dla sprawiedliwości: Historia Nancy Conn (Fight for Justice: The Nancy Conn Story) jako Richard Mark Ellard
- 1996: Kres (Terminal) jako doktor Sean O’Grady
- 1999: Córka prezydenta (First Daughter) jako Grant Coleman
- 1999: Twarda sztuka (A Face to Kill For) jako Virgil
- 2000: Prezydent na celowniku (First Target) jako Grant Coleman
- 2001: Takie jest życie (That’s Life!) jako Kuzyn J.T.'a
- 2002: Od pierwszego wystrzału (First Shot) jako Grant Coleman
- 2004: Faultline jako profesor Anthony McAllister

### Seriale TV
- 1985: Cagney i Lacey (Cagney & Lacey) jako Dwayne Patterson
- 1986: Alfred Hitchcock przedstawia (Alfred Hitchcock Presents) jako Joey Medwick
- 1986: Hotel jako Elliot Jessup
- 1986–1987: Knots Landing jako młody Mack Mackenzie
- 1987: Stingray jako komendant Thomas O’Conner
- 1987: Fakty życia (The Facts of Life) jako Dwayne
- 1988: Gorączka nocy (In The Heat Of The Night) jako Scott LaPierre
- 1990: Gliniarz i prokurator (Jake and the Fatman)
- 1990: Chińska plaża (China Beach) jako Richard
- 1992–1997: Melrose Place jako dr Matt Fielding
- 1995: Prawo Burke’a (Burke’s Law)
- 1998: Po tamtej stronie (The Outer Limits) jako Kel
- 1998: Statek miłości: Następna fala (The Love Boat: The Next Wave) jako Josh Walters
- 1999: Portret zabójcy (Profiler) jako Toby Watson
- 2000: Ryzykowna gra (Harsh Realm) jako sierżant Sommers
- 2001: Sprawy rodzinne 2 (Family Law) jako Harold Raines
- 2001: Bez pardonu (The District) jako Jeffrey Riverton
- 2002: Jim wie lepiej (According to Jim) jako Rick
- 2002: Firefly jako dowódca Harken
- 2002: JAG – Wojskowe Biuro Śledcze (JAG) jako komandor oddziałów Marynarki Wojennej Stanów Zjednoczonych
- 2004: CSI: Kryminalne zagadki Las Vegas (C.S.I.: Crime Scene Investigation) jako Paul Brady
- 2004: Agenci NCIS (Navy NCIS: Naval Criminal Investigative Service) jako ks. Larry Clannon
- 2004: Bez skazy (Nip/Tuck) jako Joel Gideon
- 2004: 24 godziny (24) jako Craig Phillips
- 2004: Obrońca (The Guardian) jako Eric Kane
- 2004: Nowojorscy gliniarze (NYPD Blue) jako Jason Foster
- 2004–2012: Gotowe na wszystko (Desperate Housewives) jako Tom Scavo